# 성애 미술
성애 미술(性愛美術) 또는 에로틱 아트(영어: erotic art)는 시각 예술의 광범위한 분야로 성적 흥분을 일으키기 위한 모든 예술 작품을 포함한다. 일반적으로 사람의 알몸이나 성행위를 묘사하며, 그림, 조각, 영화, 회화, 사진, 조각 등 다양한 시각 매체의 작품이 포함된다. 가장 이른 시기의 예술 작품 중 일부에는 에로틱한 주제가 포함되어 있는데, 이는 역사 전반에 걸쳐 다양한 사회에서 다양하고 두드러진 형태로 나타났다.

## 같이 보기
- 시각 예술
- 예술품
- 춘화